# رابرت اپستین
رابرت اپستین (انگلیسی: Robert Epstein) زاده ۱۹۵۳م، یک نویسنده آمریکایی است. وی دارای دکترای روان‌شناسی از دانشگاه هاروارد بوده و مدتی سردبیری مجله روان‌شناسی امروز را بر عهده داشته است. همچنین وی در چند مؤسسه آموزشی از جمله دانشگاه بوستون، دانشگاه کالیفرنیا،
 سن دیگو و دانشگاه هاروارد، دارای مقام بوده و چند مرکز پژوهشی را پایه‌گذاری و مدیریت کرده است.

رابرت اپستین در چند برنامه رادیویی و تلویزیونی از جمله ان‌پی‌آر، صدای آمریکا و دیزنی اینتراکتیو به عنوان کارشناس علمی حضور داشته و مقالات وی در نشریاتی نظیر ریدرز دایجست، واشینگتن پست، ساندی تایمز، گود هاوس‌کیپینگ، نیویورک تایمز و غیره محبوب عموم است.

از او بیش از ۳۵۰ مقاله و ۱۵ کتاب منتشر شده است و بیش از یک میلیون نفر در سال در آزمون‌های آنلاین او شرکت می‌کنند.